# Flaga stanowa Indiany
Flaga stanowa Indiany przedstawia pochodnię, która jest symbolem wolności i oświecenia, oraz promienie symbolizujące ich dalekosiężny wpływ. Największa gwiazda symbolizuje Indianę, dziewiętnasty stan Unii. Zewnętrzny krąg gwiazd reprezentuje pierwszych 13 stanów, a pięć gwiazd w kręgu wewnętrznym to kolejne stany przyjęte do Unii przed Indianą. 
Flaga została przyjęta 31 maja 1917. Proporcje flagi – 2:3 lub 3:5.